# Чагкрик (Вајоминг)
Чагкрик (енгл. Chugcreek) насељено је место без административног статуса у америчкој савезној држави Вајоминг.

## Демографија
По попису из 2010. године број становника је 156, што је 24 (18,2%) становника више него 2000. године.
| Група             | 2000.       | 2010.       |
| Белци             | 126 (95,5%) | 144 (92,3%) |
| Афроамериканци    | 0 (0,0%)    | 0 (0,0%)    |
| Азијати           | 0 (0,0%)    | 0 (0,0%)    |
| Хиспаноамериканци | 1 (0,8%)    | 12 (7,7%)   |
| Укупно            | 132         | 156         |